# Australian Open de 2019 - Dia a dia
Estes foram os jogos realizados nas quadras mais importantes a partir do primeiro dia das chaves principais.
Células em lavanda indicam sessão noturna.

## Dia 1 (14 de janeiro)
- Cabeças de chave eliminados:
  - Simples masculino:  John Isner [9],  Kyle Edmund [13],  Steve Johnson [31]
  - Simples feminino:  Julia Görges [14],  Jeļena Ostapenko [22],  Barbora Strýcová [32]

Ordem dos jogos:
| Rod Laver Arena             | Rod Laver Arena            | Rod Laver Arena       | Rod Laver Arena           |
| Evento                      | Vencedor(a)/(es/as)        | Derrotado(a)/(os/as)  | Resultado                 |
| --------------------------- | -------------------------- | --------------------- | ------------------------- |
| Simples feminino – 1ª fase  | Maria Sharapova [30]       | Harriet Dart [Q]      | 6–0, 6–0                  |
| Simples masculino – 1ª fase | Rafael Nadal [2]           | James Duckworth [WC]  | 6–4, 6–3, 7–5             |
| Simples feminino – 1ª fase  | Angelique Kerber [2]       | Polona Hercog         | 6–2, 6–2                  |
| Simples feminino – 1ª fase  | Caroline Wozniacki [3]     | Alison Van Uytvanck   | 6–3, 6–4                  |
| Simples masculino – 1ª fase | Roger Federer [3]          | Denis Istomin         | 6–3, 6–4, 6–4             |
| Margaret Court Arena        |                            |                       |                           |
| Evento                      | Vencedor(a)/(es/as)        | Derrotado(a)/(os/as)  | Resultado                 |
| Simples feminino – 1ª fase  | Danielle Collins           | Julia Görges [14]     | 2–6, 7–65, 6–4            |
| Simples feminino – 1ª fase  | Sloane Stephens [5]        | Taylor Townsend       | 6–4, 6–2                  |
| Simples masculino – 1ª fase | Alex de Minaur [27]        | Pedro Sousa           | 6–4, 7–5, 6–4             |
| Simples feminino – 1ª fase  | Ashleigh Barty [15]        | Luksika Kumkhum       | 6–2, 6–2                  |
| Simples masculino – 1ª fase | Marin Čilić [6]            | Bernard Tomic         | 6–2, 6–4, 7–63            |
| Melbourne Arena             |                            |                       |                           |
| Evento                      | Vencedor(a)/(es/as)        | Derrotado(a)/(os/as)  | Resultado                 |
| Simples masculino – 1ª fase | Kevin Anderson [5]         | Adrian Mannarino      | 6–3, 5–7, 6–2, 6–1        |
| Simples feminino – 1ª fase  | Maria Sakkari              | Jeļena Ostapenko [22] | 6–1, 3–6, 6–2             |
| Simples masculino – 1ª fase | Tomáš Berdych              | Kyle Edmund [13]      | 6–3, 6–0, 7–5             |
| Simples masculino – 1ª fase | Roberto Bautista Agut [22] | Andy Murray [PR]      | 6–4, 6–4, 56–7, 76–7, 6–2 |

## Dia 2 (15 de janeiro)
- Cabeças de chave eliminados:
  - Simples masculino:  Marco Cecchinato [17]
  - Simples feminino:  Daria Kasatkina [10],  Mihaela Buzărnescu [25],  Dominika Cibulková [26]

Ordem dos jogos:
| Rod Laver Arena             | Rod Laver Arena       | Rod Laver Arena         | Rod Laver Arena               |
| Evento                      | Vencedor(a)/(es/as)   | Derrotado(a)/(os/as)    | Resultado                     |
| --------------------------- | --------------------- | ----------------------- | ----------------------------- |
| Simples feminino – 1ª fase  | Madison Keys [17]     | Destanee Aiava [WC]     | 6–2, 6–2                      |
| Simples feminino – 1ª fase  | Serena Williams [16]  | Tatjana Maria           | 6–0, 6–2                      |
| Simples masculino – 1ª fase | Alexander Zverev [4]  | Aljaž Bedene            | 6–4, 6–1, 6–4                 |
| Simples masculino – 1ª fase | Novak Djokovic [1]    | Mitchell Krueger [Q]    | 6−3, 6−2, 6−2                 |
| Simples feminino – 1ª fase  | Naomi Osaka [4]       | Magda Linette           | 6−4, 6−2                      |
| Margaret Court Arena        |                       |                         |                               |
| Evento                      | Vencedor(a)/(es/as)   | Derrotado(a)/(os/as)    | Resultado                     |
| Simples masculino – 1ª fase | Kei Nishikori [8]     | Kamil Majchrzak [Q]     | 3–6, 66–7, 6–0, 6–2, 3–0, ab. |
| Simples feminino – 1ª fase  | Tamara Zidanšek       | Daria Gavrilova         | 7–5, 6–3                      |
| Simples feminino – 1ª fase  | Venus Williams        | Mihaela Buzărnescu [25] | 36–7, 7–63, 6–2               |
| Simples feminino – 1ª fase  | Simona Halep [1]      | Kaia Kanepi             | 26–7, 6–4, 6–2                |
| Simples masculino – 1ª fase | Dominic Thiem [7]     | Benoît Paire            | 6–4, 6–3, 5–7, 1–6, 6–3       |
| Melbourne Arena             |                       |                         |                               |
| Evento                      | Vencedor(a)/(es/as)   | Derrotado(a)/(os/as)    | Resultado                     |
| Simples feminino – 1ª fase  | Karolína Plíšková [7] | Karolína Muchová [Q]    | 6–3, 6–2                      |
| Simples masculino – 1ª fase | Borna Ćorić [11]      | Steve Darcis [PR]       | 6–1, 6–4, 6–4                 |
| Simples feminino – 1ª fase  | Laura Siegemund [PR]  | Victoria Azarenka       | 56–7, 6–4, 6–2                |
| Simples feminino – 1ª fase  | Dayana Yastremska     | Samantha Stosur         | 7–5, 6–2                      |
| Simples masculino – 1ª fase | Milos Raonic [16]     | Nick Kyrgios            | 6−4, 7−64, 6−4                |

## Dia 3 (16 de janeiro)
- Cabeças de chave eliminados:
  - Simples masculino:  Kevin Anderson [5],  Gaël Monfils [30]
  - Simples feminino:  Kiki Bertens [9],  Anett Kontaveit [20],  Lesia Tsurenko [24],  Donna Vekić [29]
  - Duplas masculinas:  Jean-Julien Rojer /  Horia Tecău [9],  Feliciano López /  Marc López [14],  Rohan Bopanna /  Divij Sharan [15],  Robin Haase /  Matwé Middelkoop [16]
  - Duplas femininas:  Anna-Lena Grönefeld /  Vania King [12],  Miyu Kato /  Makoto Ninomiya [14]

Ordem dos jogos:
| Rod Laver Arena             | Rod Laver Arena            | Rod Laver Arena         | Rod Laver Arena          |
| Evento                      | Vencedor(a)/(es/as)        | Derrotado(a)/(os/as)    | Resultado                |
| --------------------------- | -------------------------- | ----------------------- | ------------------------ |
| Simples feminino – 2ª fase  | Sloane Stephens [5]        | Tímea Babos             | 6–3, 6–1                 |
| Simples feminino – 2ª fase  | Ashleigh Barty [15]        | Wang Yafan              | 6–2, 6–3                 |
| Simples masculino – 2ª fase | Roger Federer [3]          | Daniel Evans [Q]        | 7−65, 7−63, 6−3          |
| Simples feminino – 2ª fase  | Angelique Kerber [2]       | Beatriz Haddad Maia [Q] | 6−2, 6−3                 |
| Simples masculino – 2ª fase | Rafael Nadal [2]           | Matthew Ebden           | 6−3, 6−2, 6−2            |
| Margaret Court Arena        |                            |                         |                          |
| Evento                      | Vencedor(a)/(es/as)        | Derrotado(a)/(os/as)    | Resultado                |
| Simples feminino – 2ª fase  | Anastasia Pavlyuchenkova   | Kiki Bertens [9]        | 3–6, 6–3, 6–3            |
| Simples masculino – 2ª fase | Frances Tiafoe             | Kevin Anderson [5]      | 4−6, 6−4, 6−4, 7−5       |
| Simples feminino – 2ª fase  | Caroline Wozniacki [3]     | Johanna Larsson         | 6−1, 6−3                 |
| Simples masculino – 2ª fase | Alex de Minaur [27]        | Henri Laaksonen [Q]     | 6−4, 6−2, 76−7, 4−6, 6−3 |
| Simples feminino – 2ª fase  | Maria Sharapova [30]       | Rebecca Peterson        | 6–2, 6–1                 |
| Melbourne Arena             |                            |                         |                          |
| Evento                      | Vencedor(a)/(es/as)        | Derrotado(a)/(os/as)    | Resultado                |
| Simples feminino – 2ª fase  | Aliaksandra Sasnovich      | Anett Kontaveit [20]    | 6–3, 6–3                 |
| Simples masculino – 2ª fase | Marin Čilić [6]            | Mackenzie McDonald      | 7−5, 96−7, 6−4, 6−4      |
| Simples feminino – 2ª fase  | Aryna Sabalenka [11]       | Katie Boulter           | 6−3, 6−4                 |
| Simples masculino – 2ª fase | Roberto Bautista Agut [22] | John Millman            | 6−3, 6−1, 3−6, 66−7, 6−4 |

## Dia 4 (17 de janeiro)
- Cabeças de chave eliminados:
  - Simples masculino:  Dominic Thiem [7],  Chung Hyeon [24],  Gilles Simon [29],  Philipp Kohlschreiber [32]
  - Simples feminino:  Carla Suárez Navarro [23]
  - Duplas masculinas:  Juan Sebastián Cabal /  Robert Farah [2],  Ben McLachlan /  Jan-Lennard Struff [8]
  - Duplas femininas:  Gabriela Dabrowski /  Xu Yifan [3],  Bethanie Mattek-Sands /  Demi Schuurs [15],  Peng Shuai /  Yang Zhaoxuan [16]

Ordem dos jogos:
| Rod Laver Arena             | Rod Laver Arena       | Rod Laver Arena         | Rod Laver Arena                 |
| Evento                      | Vencedor(a)/(es/as)   | Derrotado(a)/(os/as)    | Resultado                       |
| --------------------------- | --------------------- | ----------------------- | ------------------------------- |
| Simples feminino – 2ª fase  | Elina Svitolina [6]   | Viktória Kužmová        | 6–4, 6–1                        |
| Simples masculino – 2ª fase | Milos Raonic [16]     | Stan Wawrinka           | 46–7, 7–66, 7–611, 7–65         |
| Simples feminino – 2ª fase  | Simona Halep [1]      | Sofia Kenin             | 6–3, 56–7, 6–4                  |
| Simples feminino – 2ª fase  | Serena Williams [16]  | Eugenie Bouchard        | 6−2, 6−2                        |
| Simples masculino – 2ª fase | Novak Djokovic [1]    | Jo-Wilfried Tsonga [WC] | 6–3, 7–5, 6–4                   |
| Margaret Court Arena        |                       |                         |                                 |
| Evento                      | Vencedor(a)/(es/as)   | Derrotado(a)/(os/as)    | Resultado                       |
| Simples masculino – 2ª fase | Kei Nishikori [8]     | Ivo Karlović            | 6–3, 7–6(6, 5–7, 5–7, 7–6(10–7) |
| Simples feminino – 2ª fase  | Naomi Osaka [4]       | Tamara Zidanšek         | 6–2, 6–4                        |
| Simples feminino – 2ª fase  | Venus Williams        | Alizé Cornet            | 6–3, 4–6, 6–0                   |
| Simples masculino – 2ª fase | Alexander Zverev [4]  | Jérémy Chardy           | 7−65, 6−4, 5−7, 66−7, 6−1       |
| Simples feminino – 2ª fase  | Garbiñe Muguruza [18] | Johanna Konta           | 6–4, 36–7, 7–5                  |
| Melbourne Arena             |                       |                         |                                 |
| Evento                      | Vencedor(a)/(es/as)   | Derrotado(a)/(os/as)    | Resultado                       |
| Simples feminino – 2ª fase  | Karolína Plíšková [7] | Madison Brengle         | 4–6, 6–1, 6–0                   |
| Simples feminino – 2ª fase  | Madison Keys [17]     | Anastasia Potapova      | 6–3, 6–4                        |
| Simples masculino – 2ª fase | Pierre-Hugues Herbert | Chung Hyeon [24]        | 6–2, 1–6, 6–2, 6–4              |
| Simples masculino – 2ª fase | Alexei Popyrin [WC]   | Dominic Thiem [7]       | 7–5, 6–4, 2–0, ab.              |

## Dia 5 (18 de janeiro)
- Cabeças de chave eliminados:
  - Simples masculino:  Diego Schwartzman [18],  Nikoloz Basilashvili [19]
  - Simples feminino:  Caroline Wozniacki [3],  Aryna Sabalenka [11],  Caroline Garcia [19],  Petra Martić [31]
  - Duplas masculinas:  Oliver Marach /  Mate Pavić [1],  Ivan Dodig /  Édouard Roger-Vasselin [13]
  - Duplas femininas:  Lucie Hradecká /  Ekaterina Makarova [6],  Hsieh Su-wei /  Abigail Spears [8]
  - Duplas mistas:  Makoto Ninomiya /  Ben McLachlan [7],  Ekaterina Makarova /  Artem Sitak [8]

Ordem dos jogos:
| Rod Laver Arena             | Rod Laver Arena          | Rod Laver Arena           | Rod Laver Arena          |
| Evento                      | Vencedor(a)/(es/as)      | Derrotado(a)/(os/as)      | Resultado                |
| --------------------------- | ------------------------ | ------------------------- | ------------------------ |
| Simples feminino – 3ª fase  | Ashleigh Barty [15]      | Maria Sakkari             | 7–5, 6–1                 |
| Simples masculino – 3ª fase | Roger Federer [3]        | Taylor Fritz              | 6–2, 7–5, 6–2            |
| Simples feminino – 3ª fase  | Maria Sharapova [30]     | Caroline Wozniacki [3]    | 6–4, 4–6, 6–3            |
| Simples masculino – 3ª fase | Rafael Nadal [2]         | Alex de Minaur [27]       | 6–1, 6–2, 6–4            |
| Simples feminino – 3ª fase  | Angelique Kerber [2]     | Kimberly Birrell [WC]     | 6–1, 6–0                 |
| Margaret Court Arena        |                          |                           |                          |
| Evento                      | Vencedor(a)/(es/as)      | Derrotado(a)/(os/as)      | Resultado                |
| Simples masculino – 3ª fase | Stefanos Tsitsipas [14]  | Nikoloz Basilashvili [19] | 6–3, 3–6, 7–67, 6–4      |
| Simples feminino – 3ª fase  | Amanda Anisimova         | Aryna Sabalenka [11]      | 6–3, 6–2                 |
| Simples feminino – 3ª fase  | Sloane Stephens [5]      | Petra Martić [31]         | 7–66, 7–65               |
| Simples feminino – 3ª fase  | Danielle Collins         | Caroline Garcia [19]      | 6–3, 6–2                 |
| Simples masculino – 3ª fase | Marin Čilić [6]          | Fernando Verdasco [26]    | 4–6, 3–6, 6–1, 7–68, 6–3 |
| Melbourne Arena             |                          |                           |                          |
| Evento                      | Vencedor(a)/(es/as)      | Derrotado(a)/(os/as)      | Resultado                |
| Simples masculino – 3ª fase | Tomáš Berdych            | Diego Schwartzman [18]    | 5–7, 6–3, 7–5, 6–4       |
| Simples feminino – 3ª fase  | Anastasia Pavlyuchenkova | Aliaksandra Sasnovich     | 6–0, 6–3                 |
| Simples masculino – 3ª fase | Grigor Dimitrov [20]     | Thomas Fabbiano           | 7–65, 6–4, 6–4           |
| Simples feminino – 3ª fase  | Petra Kvitová [8]        | Belinda Bencic            | 6-1, 6-4                 |

## Dia 6 (19 de janeiro)
- Cabeças de chave eliminados:
  - Simples masculino:  Fabio Fognini [12],  David Goffin [21],  Denis Shapovalov [25]
  - Simples feminino:  Elise Mertens [12],  Wang Qiang [21],  Camila Giorgi [27],  Hsieh Su-wei [28]
  - Duplas masculinas:  Dominic Inglot /  Franko Škugor [10]
  - Duplas femininas:  Irina-Camelia Begu /  Mihaela Buzărnescu [10],  Eri Hozumi /  Alicja Rosolska [11]

Ordem dos jogos:
| Rod Laver Arena                           | Rod Laver Arena              | Rod Laver Arena                 | Rod Laver Arena            |
| Evento                                    | Vencedor(a)/(es/as)          | Derrotado(a)/(os/as)            | Resultado                  |
| ----------------------------------------- | ---------------------------- | ------------------------------- | -------------------------- |
| Simples feminino – 3ª fase                | Elina Svitolina [6]          | Zhang Shuai                     | 4–6, 6–4, 7–5              |
| Simples feminino – 3ª fase                | Serena Williams [16]         | Dayana Yastremska               | 6–2, 6–1                   |
| Simples masculino – 3ª fase               | Novak Djokovic [1]           | Denis Shapovalov [25]           | 6–3, 6–4, 4–6, 6–0         |
| Simples masculino – 3ª fase               | Alexander Zverev [3]         | Alex Bolt [WC]                  | 6–3, 6–3, 6–2              |
| Simples feminino – 3ª fase                | Karolína Plíšková [7]        | Camila Giorgi [27]              | 6–4, 3–6, 6–2              |
| Margaret Court Arena                      |                              |                                 |                            |
| Evento                                    | Vencedor(a)/(es/as)          | Derrotado(a)/(os/as)            | Resultado                  |
| Simples feminino – 3ª fase                | Naomi Osaka [4]              | Hsieh Su-wei [28]               | 5–7, 6–4, 6–1              |
| Simples masculino – 3ª fase               | Kei Nishikori [8]            | João Sousa                      | 7–66, 6–1, 6–2             |
| Simples feminino – 3ª fase                | Madison Keys [17]            | Elise Mertens [12]              | 6–3, 6–2                   |
| Simples feminino – 3ª fase                | Simona Halep [1]             | Venus Williams                  | 6−2, 6−3                   |
| Simples masculino – 3ª fase               | Lucas Pouille [28]           | Alexei Popyrin [WC]             | 7-63, 6-3, 106-7, 4-6, 6-3 |
| Melbourne Arena                           |                              |                                 |                            |
| Evento                                    | Vencedor(a)/(es/as)          | Derrotado(a)/(os/as)            | Resultado                  |
| Duplas masculinas lendárias – Laver Group | John McEnroe Patrick McEnroe | Jonas Björkman Thomas Johansson | (4–5)3–4, 4–3(5–4), 4–2    |
| Simples masculino – 3ª fase               | Daniil Medvedev [15]         | David Goffin [21]               | 6–2, 7–63, 6–3             |
| Simples masculino – 3ª fase               | Milos Raonic [16]            | Pierre-Hugues Herbert           | 6–4, 6–4, 7–66             |
| Simples feminino – 3ª fase                | Garbiñe Muguruza [18]        | Timea Bacsinszky [PR]           | 7–68, 6–2                  |

## Dia 7 (20 de janeiro)
- Cabeças de chave eliminados:
  - Simples masculino:  Roger Federer [3],  Marin Čilić [6],  Grigor Dimitrov [20]
  - Simples feminino:  Angelique Kerber [2],  Sloane Stephens [5],  Maria Sharapova [30]
  - Duplas mistas:  Mihaela Buzărnescu /  Oliver Marach [4]

Ordem dos jogos:
| Rod Laver Arena                              | Rod Laver Arena                                    | Rod Laver Arena                 | Rod Laver Arena          |
| Evento                                       | Vencedor(a)/(es/as)                                | Derrotado(a)/(os/as)            | Resultado                |
| -------------------------------------------- | -------------------------------------------------- | ------------------------------- | ------------------------ |
| Simples feminino – 4ª fase                   | Petra Kvitová [8]                                  | Amanda Anisimova                | 6–2, 6–1                 |
| Simples feminino – 4ª fase                   | Ashleigh Barty [15]                                | Maria Sharapova [30]            | 4–6, 6–1, 6–4            |
| Simples masculino – 4ª fase                  | Rafael Nadal [2]                                   | Tomáš Berdych                   | 6–0, 6–1, 7–64           |
| Simples masculino – 4ª fase                  | Stefanos Tsitsipas [14]                            | Roger Federer [3]               | 116–7, 7–63, 7–5, 7–65   |
| Simples feminino – 4ª fase                   | Anastasia Pavlyuchenkova                           | Sloane Stephens [5]             | 36–7, 6–3, 6–3           |
| Margaret Court Arena                         |                                                    |                                 |                          |
| Evento                                       | Vencedor(a)/(es/as)                                | Derrotado(a)/(os/as)            | Resultado                |
| Duplas masculinas lendárias – Rosewall Group | Wayne Ferreira Goran Ivanišević                    | Pat Cash Mark Woodforde         | 1–4, 4–1, 4–2            |
| Duplas femininas – 3ª fase                   | Raquel Atawo [9] Katarina Srebotnik [9]            | Irina Bara Monica Niculescu     | 6–2, 3–6, 6–3            |
| Simples feminino – 4ª fase                   | Danielle Collins                                   | Angelique Kerber [2]            | 6–0, 6–2                 |
| Simples masculino – 4ª fase                  | Roberto Bautista Agut [22]                         | Marin Čilić                     | 66–7, 6–3, 6–2, 4–6, 6–4 |
| Melbourne Arena                              |                                                    |                                 |                          |
| Evento                                       | Vencedor(a)/(es/as)                                | Derrotado(a)/(os/as)            | Resultado                |
| Duplas femininas – 3ª fase                   | Andreja Klepač [5] María José Martínez Sánchez [5] | Kaitlyn Christian Asia Muhammad | 6–2, 6–2                 |
| Simples masculino – 4ª fase                  | Frances Tiafoe                                     | Grigor Dimitrov [20]            | 7–5, 7–66, 16–7, 7–5     |
| Duplas masculinas – 3ª fase                  | Henri Kontinen [12] John Peers [12]                | Radu Albot Malek Jaziri         | 7–65, 6–4                |

## Dia 8 (21 de janeiro)
- Cabeças de chave eliminados:
  - Simples masculino:  Alexander Zverev [4],  Borna Ćorić [11],  Daniil Medvedev [15],  Pablo Carreño Busta [23]
  - Simples feminino:  Simona Halep [1],  Anastasija Sevastova [13],  Madison Keys [17],  Garbiñe Muguruza [18]
  - Duplas masculinas:   Rajeev Ram /  Joe Salisbury [11]
  - Duplas femininas:  Nicole Melichar /  Květa Peschke [4],  Kirsten Flipkens /  Johanna Larsson [13]

Ordem dos jogos:
| Rod Laver Arena                           | Rod Laver Arena                               | Rod Laver Arena                            | Rod Laver Arena               |
| Evento                                    | Vencedor(a)/(es/as)                           | Derrotado(a)/(os/as)                       | Resultado                     |
| ----------------------------------------- | --------------------------------------------- | ------------------------------------------ | ----------------------------- |
| Duplas masculinas lendárias – Laver Group | John McEnroe Patrick McEnroe                  | Henri Leconte Todd Woodbridge              | 4–1, 4–35–2                   |
| Simples feminino – 4ª fase                | Naomi Osaka [4]                               | Anastasija Sevastova [13]                  | 4–6, 6–3, 6–4                 |
| Simples masculino – 4ª fase               | Milos Raonic [16]                             | Alexander Zverev [4]                       | 6–1, 6–1, 7–65                |
| Simples feminino – 4ª fase                | Serena Williams [16]                          | Simona Halep [1]                           | 6–1, 4–6, 6–4                 |
| Simples masculino – 4ª fase               | Novak Djokovic [1]                            | Daniil Medvedev [15]                       | 6–4, 56–7, 6–2, 6–3           |
| Margaret Court Arena                      |                                               |                                            |                               |
| Evento                                    | Vencedor(a)/(es/as)                           | Derrotado(a)/(os/as)                       | Resultado                     |
| Simples feminino – 4ª fase                | Elina Svitolina [6]                           | Madison Keys [17]                          | 6–2, 1–6, 6–1                 |
| Duplas femininas – 3ª fase                | Samantha Stosur Zhang Shuai                   | Alizé Cornet Petra Martić                  | 7–5, 6–3                      |
| Simples feminino – 4ª fase                | Karolína Plíšková [7]                         | Garbiñe Muguruza [18]                      | 6–3, 6–1                      |
| Simples masculino – 4ª fase               | Kei Nishikori [8]                             | Pablo Carreño Busta [23]                   | 86–7, 4–6, 7–64, 6–4, 7–610–8 |
| Melbourne Arena                           |                                               |                                            |                               |
| Evento                                    | Vencedor(a)/(es/as)                           | Derrotado(a)/(os/as)                       | Resultado                     |
| Duplas mistas – 2ª fase                   | Astra Sharma [WC] John-Patrick Smith [WC]     | Andreja Klepač Édouard Roger-Vasselin      | 6–4, 7–5                      |
| Duplas femininas – 3ª fase                | Tímea Babos [2] Kristina Mladenovic [2]       | Kirsten Flipkens [13] Johanna Larsson [13] | 6–1, 6–4                      |
| Duplas femininas – 3ª fase                | Barbora Krejčíková [1] Kateřina Siniaková [1] | Elise Mertens Aryna Sabalenka              | 2–6, 6–2, 6–3                 |
| Simples masculino – 4ª fase               | Lucas Pouille [28]                            | Borna Ćorić [11]                           | 46–7, 6–4 7–5, 7–62           |

## Dia 9 (22 de janeiro)
- Cabeças de chave eliminados:
  - Simples masculino:  Roberto Bautista Agut [22]
  - Simples feminino:  Ashleigh Barty [15]
  - Duplas masculinas:  Raven Klaasen /  Michael Venus [6]
  - Duplas femininas:  Barbora Krejčíková /  Kateřina Siniaková  [1],  Andreja Klepač /  María José Martínez Sánchez [5],  Chan Hao-ching /  Latisha Chan [7],  Raquel Atawo /  Katarina Srebotnik [9]

Ordem dos jogos:
| Rod Laver Arena                              | Rod Laver Arena                          | Rod Laver Arena                               | Rod Laver Arena     |
| Evento                                       | Vencedor(a)/(es/as)                      | Derrotado(a)/(os/as)                          | Resultado           |
| -------------------------------------------- | ---------------------------------------- | --------------------------------------------- | ------------------- |
| Duplas masculinas lendárias – Rosewall Group | Mansour Bahrami Mark Philippoussis       | Wayne Ferreira Goran Ivanišević               | 4−1, 2−4, 4−3(4−1)  |
| Simples masculino – Quartas de final         | Stefanos Tsitsipas [14]                  | Roberto Bautista Agut [22]                    | 7−5, 4−6, 6−4, 7−62 |
| Simples feminino – Quartas de final          | Danielle Collins                         | Anastasia Pavlyuchenkova                      | 2–6, 7–5, 6–1       |
| Simples feminino – Quartas de final          | Petra Kvitová [8]                        | Ashleigh Barty [15]                           | 6–1, 6–4            |
| Simples masculino – Quartas de final         | Rafael Nadal [2]                         | Frances Tiafoe                                | 6−3, 6−4, 6−2       |
| Margaret Court Arena                         |                                          |                                               |                     |
| Evento                                       | Vencedor(a)/(es/as)                      | Derrotado(a)/(os/as)                          | Resultado           |
| Duplas femininas – Quartas de final          | Samantha Stosur Zhang Shuai              | Barbora Krejčíková [1] Kateřina Siniaková [1] | 7−62, 7−64          |
| Duplas masculinas – Quartas de final         | Leonardo Mayer João Sousa                | Raven Klaasen [6] Michael Venus [6]           | 6−4, 7−66           |
| Duplas masculinas lendárias – Laver Group    | Jonas Björkman Thomas Johansson          | Michael Chang Jacco Eltingh                   | 4−2, 4−3(5−3)       |
| Duplas mistas – 2ª fase                      | Anna-Lena Grönefeld [5] Robert Farah [5] | Samantha Stosur [WC] Leander Paes [WC]        | 4−6, 6−4, [10−8]    |

## Dia 10 (23 de janeiro)
- Cabeças de chave eliminados:
  - Simples masculino:  Kei Nishikori [8],  Milos Raonic [16]
  - Simples feminino:   Elina Svitolina [6],  Serena Williams [16]
  - Duplas masculinas:  Jamie Murray /  Bruno Soares [3],  Bob Bryan /  Mike Bryan [4],  Łukasz Kubot /  Horacio Zeballos [7]
  - Duplas mistas:  Gabriela Dabrowski /  Mate Pavić [1],  Anna-Lena Grönefeld /  Robert Farah [5],   Abigail Spears /  Juan Sebastián Cabal [6]

Ordem dos jogos:
| Rod Laver Arena                      | Rod Laver Arena                             | Rod Laver Arena                      | Rod Laver Arena      |
| Evento                               | Vencedor(a)/(es/as)                         | Derrotado(a)/(os/as)                 | Resultado            |
| ------------------------------------ | ------------------------------------------- | ------------------------------------ | -------------------- |
| Simples feminino – Quartas de final  | Naomi Osaka [4]                             | Elina Svitolina [6]                  | 6–4, 6–1             |
| Simples feminino – Quartas de final  | Karolína Plíšková [7]                       | Serena Williams [16]                 | 6–4, 4–6, 7–5        |
| Simples masculino – Quartas de final | Lucas Pouille [28]                          | Milos Raonic [16]                    | 7–64, 6–3, 26–7, 6–4 |
| Simples masculino – Quartas de final | Novak Djokovic [1]                          | Kei Nishikori [8]                    | 6–1, 4–1, ab.        |
| Duplas femininas – Semifinais        | Samantha Stosur Zhang Shuai                 | Barbora Strýcová Markéta Vondroušová | 7–5, 4–6, 7–5        |
| Margaret Court Arena                 |                                             |                                      |                      |
| Evento                               | Vencedor(a)/(es/as)                         | Derrotado(a)/(os/as)                 | Resultado            |
| Duplas masculinas – Quartas de final | Pierre-Hugues Herbert [5] Nicolas Mahut [5] | Bob Bryan [4] Mike Bryan [4]         | 6−4, 7−63            |
| Duplas masculinas – Quartas de final | Henri Kontinen [12] John Peers [12]         | Jamie Murray [3] Bruno Soares [3]    | 6−3, 6−4             |
| Duplas femininas – Semifinais        | Tímea Babos [2] Kristina Mladenovic [2]     | Jennifer Brady Alison Riske          | 6−4, 6−2             |
| Duplas mistas – Quartas de final     | Astra Sharma [WC] John-Patrick Smith [WC]   | Bethanie Mattek-Sands Jamie Murray   | 6–2, 7–65            |

## Dia 11 (24 de janeiro)
- Cabeças de chave eliminados:
  - Simples masculino:  Stefanos Tsitsipas [14]
  - Simples feminino:  Karolína Plíšková [7]
  - Duplas mistas:  Nicole Melichar /  Bruno Soares [2]

Ordem dos jogos:
| Rod Laver Arena                              | Rod Laver Arena                             | Rod Laver Arena                          | Rod Laver Arena    |
| Evento                                       | Vencedor(a)/(es/as)                         | Derrotado(a)/(os/as)                     | Resultado          |
| -------------------------------------------- | ------------------------------------------- | ---------------------------------------- | ------------------ |
| Duplas masculinas – Semifinais               | Henri Kontinen [12] John Peers [12]         | Leonardo Mayer João Sousa                | 6–1, 7–66          |
| Simples feminino – Semifinais                | Petra Kvitová [8]                           | Danielle Collins                         | 7–62, 6–0          |
| Simples feminino – Semifinais                | Naomi Osaka [4]                             | Karolína Plíšková [7]                    | 6–2, 4–6, 6–4      |
| Simples masculino – Semifinais               | Rafael Nadal [2]                            | Stefanos Tsitsipas [14]                  | 6–2, 6–4, 6–0      |
| Duplas mistas – Semifinais                   | Astra Sharma [WC] John-Patrick Smith [WC]   | Nicole Melichar [2] Bruno Soares [2]     | 6–4, 7–65          |
| Margaret Court Arena                         |                                             |                                          |                    |
| Evento                                       | Vencedor(a)/(es/as)                         | Derrotado(a)/(os/as)                     | Resultado          |
| Duplas masculinas lendárias – Laver Group    | John McEnroe Patrick McEnroe                | Michael Chang Jacco Eltingh              | 4–3(5–1), 4–2      |
| Duplas masculinas lendárias – Rosewall Group | Thomas Enqvist Mats Wilander                | Wayne Ferreira Goran Ivanišević          | 4–3(5–4), 4–1      |
| Duplas masculinas – Semifinais               | Pierre-Hugues Herbert [5] Nicolas Mahut [5] | Ryan Harrison Sam Querrey                | 6–4, 6–2           |
| Duplas mistas – Semifinais                   | Barbora Krejčíková [3] Rajeev Ram [3]       | María José Martínez Sánchez Neal Skupski | 6–0, 6–4           |
| Duplas masculinas cadeirantes – Final        | Dylan Alcott Heath Davidson                 | Andrew Lapthorne David Wagner            | 6–3, 66–7, [12–10] |
| Simples masculino juvenil – Quartas de final | Emilio Nava [13]                            | Jiří Lehečka                             | 7–65, 4–6, 6–2     |
| Simples masculino cadeirante – Semifinais    | Stefan Olsson                               | Shingo Kunieda [1]                       | 6–4, 3–6, 6–3      |

## Dia 12 (25 de janeiro)
- Cabeças de chave eliminados:
  - Simples masculino:  Lucas Pouille [28]
  - Duplas femininas:  Tímea Babos /  Kristina Mladenovic [2]

Ordem dos jogos:
| Rod Laver Arena                     | Rod Laver Arena                    | Rod Laver Arena                         | Rod Laver Arena |
| Evento                              | Vencedor(a)/(es/as)                | Derrotado(a)/(os/as)                    | Resultado       |
| ----------------------------------- | ---------------------------------- | --------------------------------------- | --------------- |
| Duplas masculinas lendárias – Final | Mansour Bahrami Mark Philippoussis | Jonas Björkman Thomas Johansson         | 4–3(5–3), 4–2   |
| Duplas femininas – Final            | Samantha Stosur Zhang Shuai        | Tímea Babos [2] Kristina Mladenovic [2] | 6–3, 6–4        |
| Simples masculino – Semifinais      | Novak Djokovic [1]                 | Lucas Pouille [28]                      | 6–0, 6–2, 6–2   |

## Dia 13 (26 de janeiro)
- Cabeças de chave eliminados:
  - Simples feminino:  Petra Kvitová [8]

Ordem dos jogos:
| Rod Laver Arena                         | Rod Laver Arena                       | Rod Laver Arena                           | Rod Laver Arena      |
| Evento                                  | Vencedor(a)/(es/as)                   | Derrotado(a)/(os/as)                      | Resultado            |
| --------------------------------------- | ------------------------------------- | ----------------------------------------- | -------------------- |
| Simples feminino juvenil – Final        | Clara Tauson [1]                      | Leylah Annie Fernandez [4]                | 6–4, 6–3             |
| Simples tetraplégico cadeirante – Final | Dylan Alcott [1]                      | David Wagner [2]                          | 6–4, 7–62            |
| Simples masculino juvenil – Final       | Lorenzo Musetti [1]                   | Emilio Nava [13]                          | 4–6, 6–2, 7–6(14–12) |
| Simples feminino – Final                | Naomi Osaka [4]                       | Petra Kvitová [8]                         | 7–62, 5–7, 6–4       |
| Duplas mistas – Final                   | Barbora Krejčíková [3] Rajeev Ram [3] | Astra Sharma [WC] John-Patrick Smith [WC] | 7–63, 6–1            |

## Dia 14 (27 de janeiro)
- Cabeças de chave eliminados:
  - Simples masculino:  Rafael Nadal [2]
  - Duplas masculinas:  Henri Kontinen /  John Peers [12]

Ordem dos jogos:
| Rod Laver Arena           | Rod Laver Arena                             | Rod Laver Arena                     | Rod Laver Arena |
| Evento                    | Vencedor(a)/(es/as)                         | Derrotado(a)/(os/as)                | Resultado       |
| ------------------------- | ------------------------------------------- | ----------------------------------- | --------------- |
| Duplas masculinas – Final | Pierre-Hugues Herbert [5] Nicolas Mahut [5] | Henri Kontinen [12] John Peers [12] | 6–4, 7–61       |
| Simples masculino – Final | Novak Djokovic [1]                          | Rafael Nadal [2]                    | 6–3, 6–2, 6–3   |